# Peter Stadler
Peter Stadler, né le 11 novembre 1925 à Zurich et mort le 19 mars 2012 dans la même ville, est un historien suisse.
Stadler naît à Zurich en 1925 de Hermann Stadler, médecin, et de Marguerite Honegger. Il étudie l'histoire de la littérature allemande aux universités de Zurich et de Göttingen dès 1945, avant de publier son doctorat en 1952. Il reçoit l'habilitation pour enseigner en 1958 et commence en tant que privat-docent dans son alma mater suisse. Après avoir été chargé de cours à l'université de Gießen, il est nommé professeur ordinaire d'histoire contemporaine, générale et suisse à Zurich en 1970, où il enseigne jusqu'en 1993.
Parmi ses champs d'étude et ses publications se trouvent des biographies de Karl Marx et de Johann Heinrich Pestalozzi mais aussi le Kulturkampf en Suisse.